# Steła Bałtowa
Steła Iwanowa Bałtowa, bułg. Стела Иванова Балтова (ur. 30 grudnia 1961 w Jambole) – bułgarska urzędniczka państwowa, nauczycielka akademicka i ekonomistka, w 2017 i w 2021 minister turystyki.

## Życiorys
Ukończyła szkołę średnią w Sliwenie, a w 1988 studia z inżynierii chemicznej w instytucie przekształconym później w uniwersytet technologiczny w Sofii. Kształciła się także na Université de Mulhouse oraz na kursach biznesowych i europejskich. Uzyskała magisterium z marketingu cyfrowego, a także doktorat.
Początkowo pracowała jako technolog w fabryce, następnie od lat 90. jako specjalistka do spraw marketingu i rozwoju w prywatnych przedsiębiorstwach. Od 2002 do 2005 była radcą i dyrektorem biura ekonomiczno-handlowego w ambasadzie Bułgarii w Danii. Później zatrudniona w ministerstwie ekonomii i energii, gdzie odpowiadała za międzynarodową politykę ekonomiczną. Między 2007 a 2009 pozostawała wicedyrektorem państwowej agencji turystycznej, później zajmowała się projektami marketingu narodowego. Wykładała m.in. turystykę, przedsiębiorczość i innowację w szkole biznesowej Meżdunarodno wissze biznes ucziliszte w Botewgradzie, objęła funkcję zastępczyni rektora tej uczelni. Została też nauczycielką akademicką na Nowym Uniwersytecie Bułgarskim.
W styczniu 2017 objęła funkcję ministra turystyki w technicznym rządzie Ognjana Gerdżikowa (jako bezpartyjna); sprawowała ją do maja tegoż roku. Po raz drugi stanęła na czele tego resortu w maju 2021, wchodząc w skład przejściowego gabinetu Stefana Janewa. Pozostała na tym stanowisku również w utworzonym we wrześniu 2021 drugim tymczasowym rządzie tego samego premiera. Pełniła tę funkcję do grudnia tegoż roku.